# كارل (لاعب كرة قدم)
كارل هو لاعب كرة قدم برازيلي في مركز الوسط، ولد في 7 أبريل 1993 في توباراو في البرازيل. لعب مع نادي تونديلا.

## وصلات خارجية
- كارل (لاعب كرة قدم) على موقع قاعدة بيانات كرة القدم.إي يو (الإنجليزية)
- كارل (لاعب كرة قدم) على موقع Soccerway.com (الإنجليزية)
- كارل (لاعب كرة قدم) على موقع AS.com (الإسبانية)